# Ottar Gjermundshaug
Ottar Gjermundshaug (23. januar 1925 i Alvdal – 10. april 1963 i Alvdal) var en norsk kombineret- og langrendsløber.
Gjermundshaug vandt en sølvmedalje i kombineret under VM 1950 i Lake Placid, og vandt i kombineret under NM i ski i 1946 og 1950 samt 18 km i 1949. Han deltog under vinter-OL for Norge i 1952 i Oslo hvor han kom på en 6.-plads i kombineret og en 17.-plads i 18 km.